# Wadjkare
Wadjkare war ein altägyptischer König (Pharao) der 8. Dynastie während der Ersten Zwischenzeit. Er gilt als obskurer Herrscher.

## Identität
Wadjkare ist nur ein einziges Mal namentlich belegt. Eine kleine, beschriftete Kalksteintafel, bekannt als Koptos Dekret R (Kairo Museum; Obj. JE 41894), enthält ein königliches Dekret, welches der König selbst verfasst haben soll. Darin listet der Herrscher Strafen und Verurteilungen gegen diejenigen auf, die es wagen sollten, den Tempel des Min-von-Koptos zu entweihen oder zu bestehlen. Aus archäologischer wie ägyptologischer Sicht gilt das Dekret jedoch nicht als verlässlich, da der Horusname Djemed-ib-taui und der Kartuschenname Wadjkare entgegen den sonst üblichen Konventionen nicht gemeinsam in einem Satz erwähnt werden. Zudem taucht der Name Wadjkare in keiner späteren Königsliste auf. Aus diesem Grund wird bereits die Existenz eines Herrschers namens Wadjkare angezweifelt.
Farouk Gomaà und Georges Hayes weisen den Horusnamen Djemed-ib-taui einem Herrscher namens Neferirkare II. zu und Wadjkare setzen sie mit einem gewissen Hor-Chabau gleich. Hans Goedicke sieht in Wadjkare den Vorgänger des Djemed-ib-taui und ordnet beide der 9. Dynastie zu.